# Lee Hazlewood
Lee Hazlewood, nome completo Barton Lee Hazlewood (Mannford, 9 luglio 1929 – Henderson, 4 agosto 2007), è stato un cantante, compositore e produttore discografico statunitense.
La sua fama gli deriva soprattutto dall'aver scritto il brano These Boots Are Made for Walkin' (1965), portato al successo da Nancy Sinatra, e Some Velvet Morning (1967), cantata in coppia con la stessa Sinatra. Entrambi i brani sono stati spesso interpretati come cover negli anni successivi da diversi artisti e gruppi.
La sua collaborazione con Nancy Sinatra, figlia di Frank Sinatra, è stata portata avanti negli anni sessanta. Inoltre ha collaborato con il chitarrista Duane Eddy, durante gli ultimi anni cinquanta. Con Nancy Sinatra ha collaborato creando un "sound" definito Cowboy Psychedelia o Saccharine Underground. Occupa un posto di rilievo nel panorama rock "underground" per brani portati al successo come cover da Lydia Lunch, Einstürzende Neubauten, Nick Cave e Boyd Rice.

## Biografia

### Origini
Nato a Mannford (Oklahoma), ha passato la maggior parte dell'infanzia tra Oklahoma, Arkansas, Kansas e Louisiana. Per studiare si è trasferito in Texas, dove ha studiato alla Southern Methodist University di Dallas. Ha combattuto con l'esercito degli Stati Uniti durante la guerra di Corea.

### Carriera
Dopo esser tornato dalla Corea, Hazlewood inizia a lavorare come DJ in Arizona. La sua prima canzone scritta e prodotta è The Fool, registrata dall'artista rockabilly Sanford Clark nel 1956. Inoltre inizia a collaborare con il chitarrista rock Duane Eddy, con cui produce e scrive diversi brani di successo come Peter Gunn, Boss Guitar, 40 Miles of Bad Road e Shazam!.
Hazlewood inoltre ha collaborato e scritto per Nancy Sinatra. I brani più famosi nati da questa collaborazione sono These Boots Are Made for Walkin' (1966, primo posto in classifica negli Stati Uniti ed in Regno Unito) e Summer Wine. Ha scritto anche altre tracce per Nancy Sinatra, tra cui How Does That Grab Ya, Darlin', Friday's Child, So Long, Babe e Sugar Town.
Ha scritto The Last of the Secret Agents, tema del film omonimo del 1966. È coproduttore del brano Somethin' Stupid di Frank e Nancy Sinatra. Ha scritto il tema del film L'investigatore.
Per Dean Martin ha scritto Houston (1965). Inoltre ha scritto This Town, canzone di Frank Sinatra inserita nel suo album Greatest Hits. Nel 1967 ha fondato l'etichetta discografica LHI Records, dove "LHI" sta per "Lee Hazlewood Industries". Hazlewood ha lavorato anche con Gram Parsons e la Internation Submarine Band negli anni '60.
Negli anni '70 si è trasferito a Stoccolma (Svezia), dove ha continuato a scrivere e produrre.
Si è quasi totalmente ritirato dall'ambiente musicale tra gli anni '70 e gli anni '80. Tuttavia la sua produzione è stata reinterpretata da vari artisti e gruppi, soprattutto nell'ambiente rock/alternativo, e quindi la sua musica è stata riscoperta e apprezzata.

### Ultime registrazioni e morte
Nel 2005 gli è stato diagnosticato un cancro al rene. Ha allora deciso di intraprendere un'intensiva attività di promozione per il suo ultimo album Cake or Death.
La sua ultima registrazione è quella di Hilli (At the Top of the World), eseguita con il gruppo musicale islandese Amiina (2007). È morto a Henderson, in Nevada, il 4 agosto 2007. Aveva una moglie, Jeane, e tre figli: Mark, Debbie e Samantha.

## Tributi
Anche se non ha ricevuto molti meriti quando era in vita, i suoi brani sono stati rivalutati a partire già dagli anni '70 e '80, quando Hazlewood si trovava in Svezia.
Diversi artisti hanno realizzato cover di sue canzoni: tra questi Rowland S. Howard, Miles Kane, Vanilla Fudge, Lydia Lunch, Primal Scream, Einstürzende Neubauten, Entombed, Nick Cave, The Jesus and Mary Chain, Hooverphonic, Anita Lane, Megadeth, Beck, Baustelle (a lui inoltre è dedicato il brano Panico inserito nell'album Amen del 2008), The Tubes, Thin White Rope, Ulver, Slowdive, Bill Frisell e Bela B. (con cui ha collaborato nel 2006).

## Discografia

### Album in studio
- 1963 - Trouble Is a Lonesome Town (Mercury Records, MG-20860/SR-60860)
- 1964 - The N.S.V.I.P.'s (Not...So...Very...Important...People) (Reprise Records, R/RS-6133)
- 1965 - Friday's Child (Reprise Records, R/RS-6163) ripubblicato con il titolo Houston dalla Harmony Records (HS 11290)
- 1966 - The Very Special World of Lee Hazlewood (MGM Records, E/SE-4362)
- 1967 - Lee Hazlewoodism: Its Cause and Cure (MGM Records, E/SE-4403)
- 1967 - Lee Hazlewood Presents the 98% American Mom & Apple Pie 1929 Crash Band (LHI Records, E 12001) a nome Lee Hazlewood Presents the 98% American Mom & Apple Pie 1929 Crash Band
- 1968 - Nancy & Lee (Reprise Records, RS 6273) con Nancy Sinatra
- 1968 - Something Special (MGM Records, 665 104)
- 1968 - Love and Other Crimes (Reprise Records, RS-6297)
- 1969 - Houston (Harmony Records, HS 11290)
- 1969 - The Cowboy & the Lady (LHI Records, S-12007) con Ann-Margret
- 1969 - Forty (LHI Records, S-12009)
- 1970 - Cowboy in Sweden (LHI Records, LHI 3101)
- 1971 - Requiem for an Almost Lady (Viking Records, VIF 5000)
- 1972 - Did You Ever? (RCA Victor Records, SF 8240) con Nancy Sinatra
- 1972 - 13 (Viking Records, VIF 5003)
- 1973 - I'll Be Your Baby Tonight (Viking Records, VIF 5004)
- 1973 - Poet, Foot or Bum (Capitol Records, ST-11171)
- 1974 - Stockholm Kid (CBS Records, 80534)
- 1975 - A House Safe for Tigers (CBS Records, CBS 80383)
- 1975 - 20th Century Lee (RCA Victor Records, YSPL 1-575)
- 1977 - Back on the Street Again (Electrola Records, C 066-32553)
- 1977 - Movin' On (Polydor Records, 2379 147)
- 1993 - Gypsies & Indians (Selecta Records, SECD 070) (con Anna Hanski)
- 1999 - Farmisht, Flatulence, Origami, ARF!!! and Me... (Smells Like Records, SLR 031)
- 2002 - For Every Solution There's a Problem (City Slang Records, 20194-2)
- 2002 - Bootleg Dreams & Counterfeit Demos (Gazell Records, GAFCD-5007)
- 2003 - The Lycanthrope Tour / Europe 2002 (Gazell Records, GAFCD-5011)
- 2004 - Nancy & Lee 3 (Warner Strategic Merketing Australia, 5046726452)
- 2004 - Cake of Death (Ever Records, EVER08CD)